# Leśni
Leśni (prescurtare pentru expresia din limba poloneză: Leśni ludzie – oamenii pădurii) este unul dintre numele neoficiale date grupurile de partizani care luptau în Polonia ocupată de germani și sovietici în timpul celui de-al doilea război mondial. Grupurile erau formate în principal din oameni care, pentru diferite motive, nu puteau acționa în așezările în care locuiau și erau obligați să se retragă în păduri. Spre deosebire de cele mai multe grupuri de rezistență organizate, Armata Teritorială fiind cea mai cunoscută, oamenii pădurii formau un soi de  armată permanentă, deosebită de grupurile partizanilor obișnuiți, care se adunau cu scurtă vreme mai înaintea de declanșarea unei acțiuni și se retrăgeau la casele lor după executarea misiunii. 
Primul astfel de grup a fost format în 1939, la scurtă vreme după începerea războiului polonez de apărare din 1939, din oameni dornici de pradă, foști soldați ai armatei poloneze, dar și alți oameni evadați după ce au fost arestați de autoritățile de ocupație naziste sau sovietice. La scurtă vreme după formarea acestor grupuri, li s-au alăturat mulți evrei și alte categorii de oameni puși în primejdie de politicile brutale naziste și sovietice. 
Deși cele mai toate grupurile acceptau comanda supremă a Zwiazek Walki Zbrojnej, iar mai târziu a  Armia Krajowa, realitățile războiului i-au făcut foarte independenți. 